# Melon: Remixes for Propaganda
Melon: Remixes for Propaganda è un album di remix del gruppo rock irlandese degli U2, distribuito esclusivamente ai membri del fanclub del gruppo "Propaganda," nella primavera del 1995. Molti dei remix presenti in questo album, erano già presenti nei CD singoli dei relativi brani.

## Tracce
1. "Lemon" (The Perfecto mix) – 8:57
2. "Salomé" (Zooromancer remix) – 8:02
3. "Numb" (Gimme Some More Dignity mix) – 8:47
4. "Mysterious Ways" (The Perfecto mix) – 7:07
5. "Stay" (Underdog mix) – 6:45
6. "Numb" (The Soul Assassins mix) – 3:58
7. "Mysterious Ways" (Remixed by Massive Attack) – 4:50
8. "Even Better Than the Real Thing" (The Perfecto mix) – 6:39
9. "Lemon" (Bad Yard Club mix) – 8:36

### Promo release
1. "Salomé" (Zooromancer remix) – 8:02
2. "Lemon" (Bad Yard Club mix) – 8:36
3. "Numb" (The Soul Assassins mix) – 3:58
4. "Numb" (Gimme Some More Dignity mix) – 8:47